# Регулирующая арматура
Регулирующая арматура — это вид трубопроводной арматуры, предназначенный для регулирования параметров рабочей среды. В понятие регулирования параметров входит регулирование расхода среды, поддержания давления среды в заданных пределах, смешивание различных сред в необходимых пропорциях, поддержание заданного уровня жидкости в сосудах и некоторые другие. Выполнение всех своих функций регулирующая арматура осуществляет за счёт изменения расхода среды через своё проходное сечение.
В зависимости от конкретных условий эксплуатации применяются различные виды управления регулирующей арматурой, чаще всего при этом используются внешние источники энергии и управление по команде от датчиков, фиксирующих параметры среды в трубопроводе. Используется также автоматическое управление непосредственно от рабочей среды. В современной промышленности уже редко, но все же встречается, основной способ управления регуляторами в прошлом — ручное управление (см. рисунок справа).
В зависимости от параметров рабочей среды (давления, температуры, химического состава и др.) к каждому виду регулирования предъявляются различные требования, что привело к появлению множества конструктивных типов регулирующей арматуры. С точки зрения автоматизации промышленных предприятий каждый из них рассматривается как элемент системы автоматического управления технологическим процессом, протекающий с участием жидких и газообразных рабочих сред и регулирующийся под воздействием получаемой командной информации.

## Основные виды конструкций

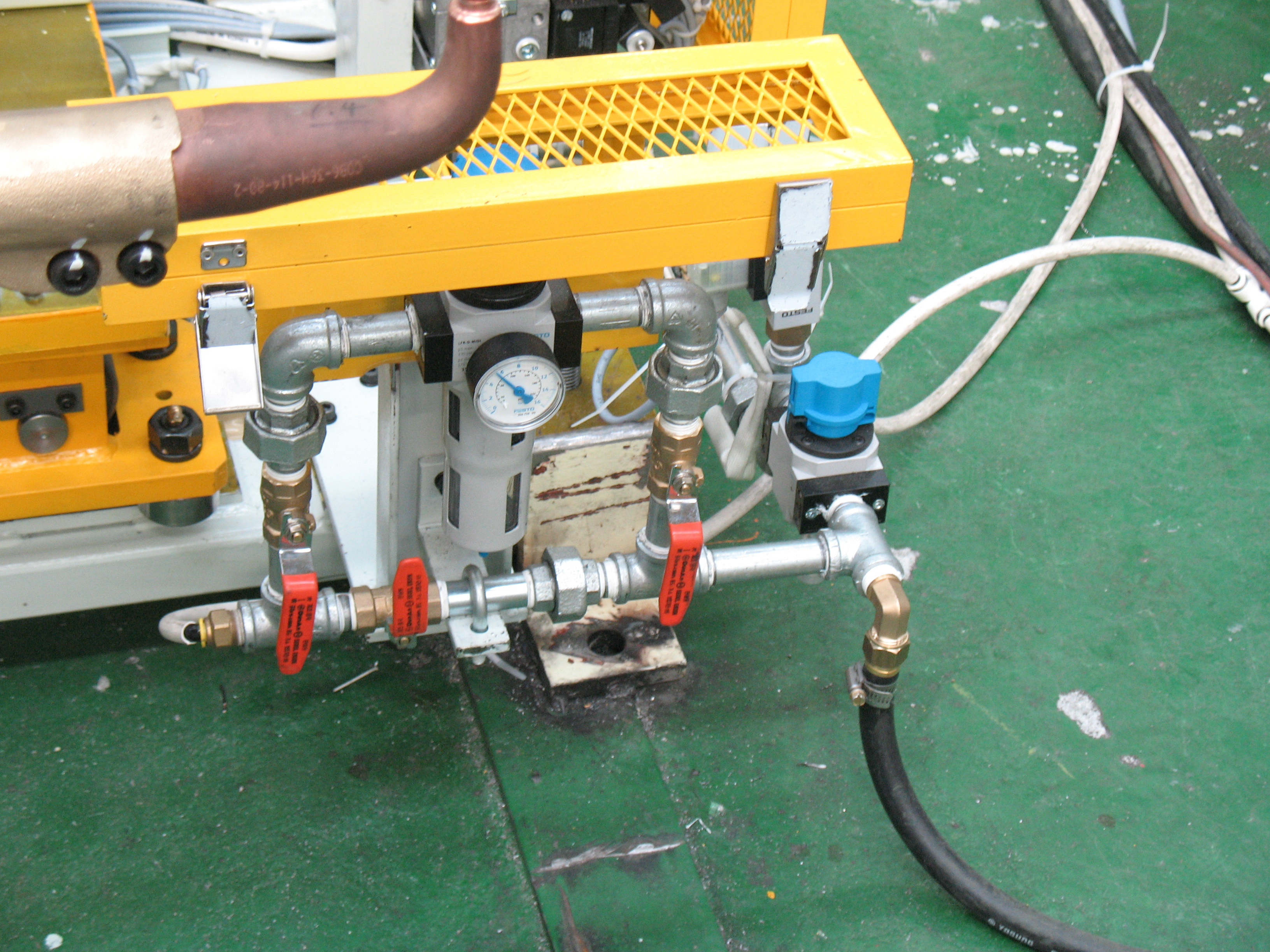
Блок подготовки воздуха

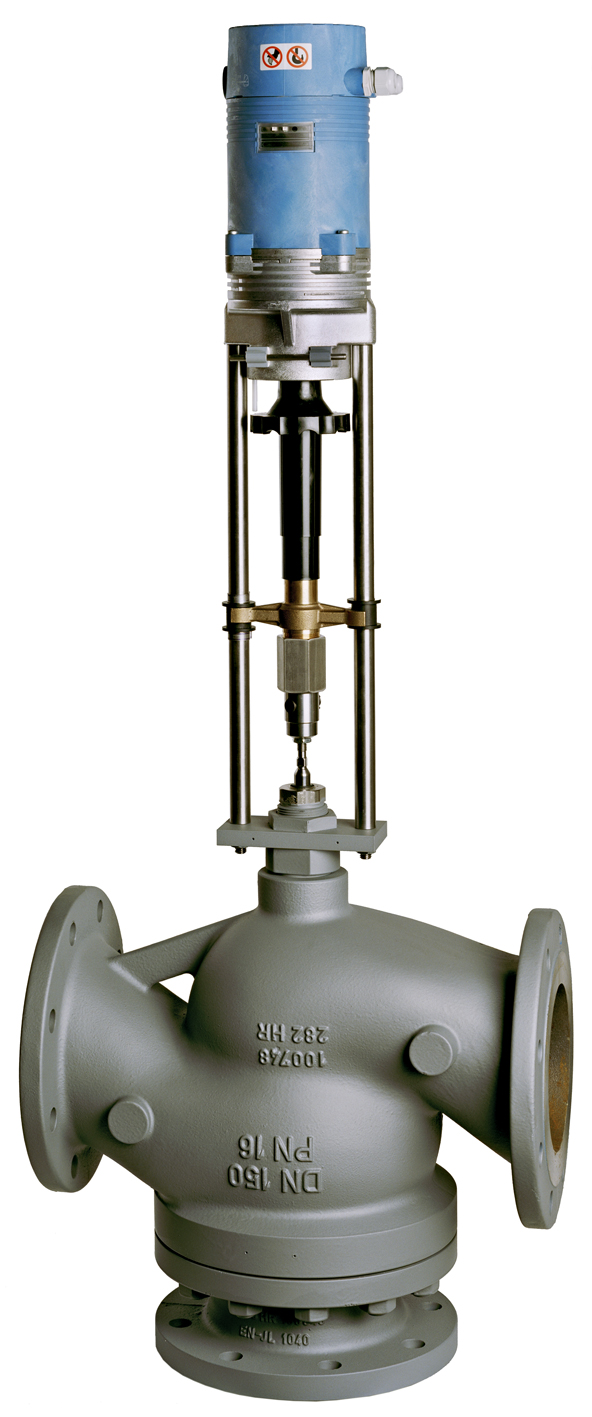
Современный регулирующий клапан с электрическим приводом.

### Регулирующий клапан
Эти устройства получили наибольшее распространение среди различных типов регулирующей арматуры. Большинство из них весьма схожи по конструкции с запорными клапанами, но есть и свои специфические виды.
По конструкции корпуса регулирующие клапаны делятся на:
- проходные — присоединительные патрубки которых соосны или взаимно параллельны;
- прямоточные — в которых ось шпинделя или штока неперпендикулярна оси присоединительных патрубков корпуса, обычно под углом близким к 45°;
- осесимметричные (осевые) — в которых подвижная часть затвора перемещается вдоль оси патрубков корпуса;
- угловые — у которых оси входного и выходного патрубков расположены перпендикулярно или непараллельно друг другу.

По конструкции затвора:
- односедельные — проходное сечение которых образовано одним затвором;
- двухседельные — проходное сечение которых образовано двумя параллельно работающими затворами, расположенными на одной оси;
- клеточные — затвор которых выполнен в виде неподвижной детали (клетки) с профилированными отверстиями для пропуска рабочей среды и плунжера, который перемещается внутри клетки и изменяет суммарную площадь открытых сечений этих отверстий;
- игольчатые — у которых регулирующий элемент выполнен в виде узкого конуса для возможности запирания и регулирования расхода рабочей среды

Для управления регулирующими клапанами используются электроприводы, электромагнитные приводы и пневмоприводы. Чтобы усилия от среды и сила трения в направляющих и уплотнении не приводили к снижению точности работы клапана, используются дополнительные устройства — позиционеры.

### Запорно-регулирующий клапан
С помощью этого устройства осуществляется как регулирование по заданной характеристике, так и уплотнение затвора по нормам герметичности для запорной арматуры, что обеспечивается специальной конструкцией плунжера, имеющего профильную часть для регулирования, а также уплотнительную поверхность для плотного контакта с седлом в положении «закрыто».

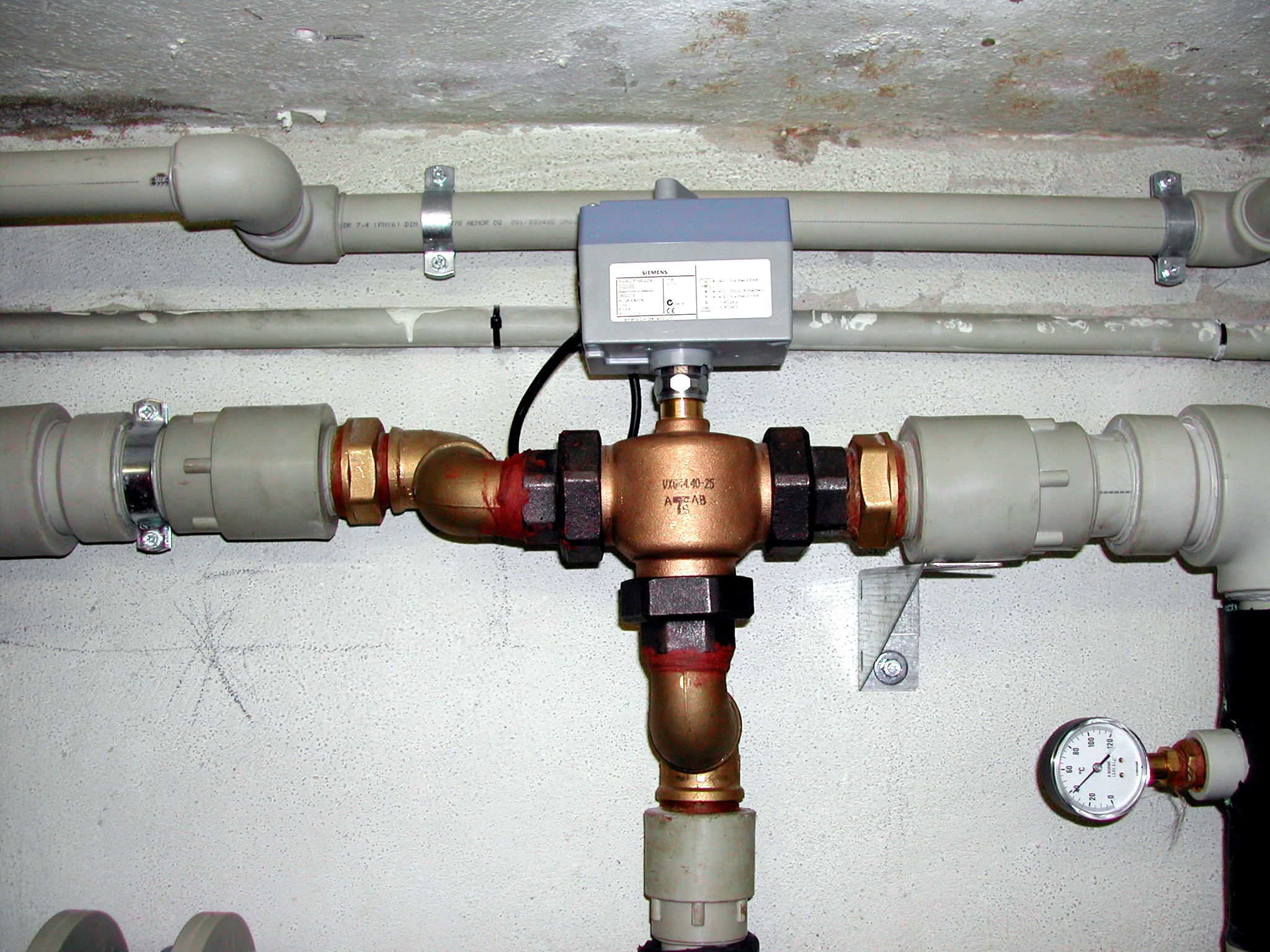
Клапан Siemens

### Смесительные клапаны
Используются в тех случаях, когда необходимо в определенных пропорциях смешивать различные среды, например, холодную и горячую воду, выдерживая постоянным какой-либо параметр (например, температуру) или изменяя его по заданному закону. Отличие смесительных клапанов от регулирующих заключается в том, что управляющее воздействие, задающее положение плунжера в первых, определяет расходы одновременно двух сред, а не одной, как в регулирующих клапанах.
Так же, как и регулирующие клапаны, смесительные могут управляться с помощью электрического или пневматического привода (см. рис).

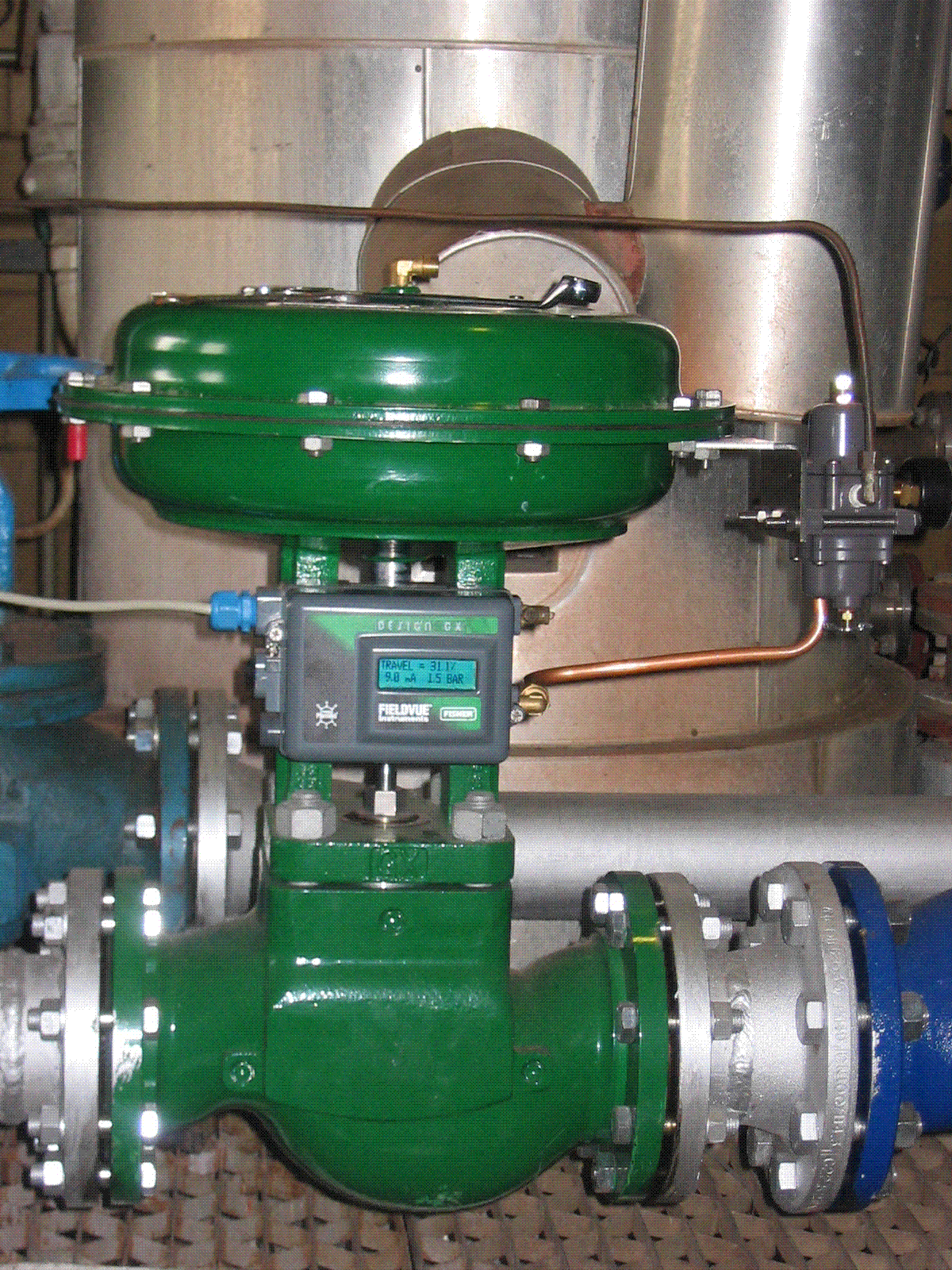
Регулятор с мембранным пневматическим приводом и электронным позиционером.

### Регуляторы давления прямого действия
Регуляторы прямого действия служат для поддержания постоянного давления в трубопроводе, эта необходимость может возникнуть в
реальных рабочих условиях, когда в нём происходят колебания давления рабочей среды, недопустимые для нормальной работы технологической системы или установки.
В отличие от арматуры непрямого действия, в которой для непрерывного регулирования нужно отслеживать специальными датчиками состояние контролируемого параметра и при его отклонении от нормы выдавать командный сигнал приводу, регулятор прямого действия срабатывает непосредственно от среды в контролируемом участке трубопровода без использования посторонних источников энергии. Кроме таких регуляторов, арматурой прямого действия являются предохранительные клапаны, относящиеся к предохранительной арматуре, и обратные клапаны, относящиеся к защитной арматуре.
Регулирование давления может производиться после регулятора (по направлению потока среды), в этом случае регулятор называют «После себя», или перед ним, в этом случае он называется «До себя».
Принцип работы:
Предположим, что заданному номинальному давлению в трубопроводе соответствует установившийся поток среды через регулятор, при этом усилие от давления среды на чувствительном элементе компенсируется задатчиком нагружения (пружиной или грузом), то есть система находится в равновесии. При изменении давления в трубопроводе это равновесие нарушается, и затвор арматуры перемещается, преодолевая усилие от задатчика, или наоборот, поддаваясь ему, при этом изменятся степень открытия регулирующего органа, а, следовательно, и расхода среды. С изменением расхода меняется давление, и, при достижении исходного его значения, система снова приходит в равновесие, и затвор прекращает двигаться.
Наиболее часто встречаются регуляторы прямого действия, оснащенные мембранными приводами. Присоединение регуляторов к трубопроводу, как правило, фланцевое, однако встречаются регуляторы малых диаметров с резьбовым соединением (муфтовые).

### Регулятор уровня
Регуляторы уровня используются в сосудах, применяемых в энергетических, холодильных и других установках. Управляются они поплавком, по команде от которого происходит впуск дополнительного количества жидкости («регулятор питания») или выпуск избыточного количества жидкости («регулятор перелива») - статического и аститического типа.

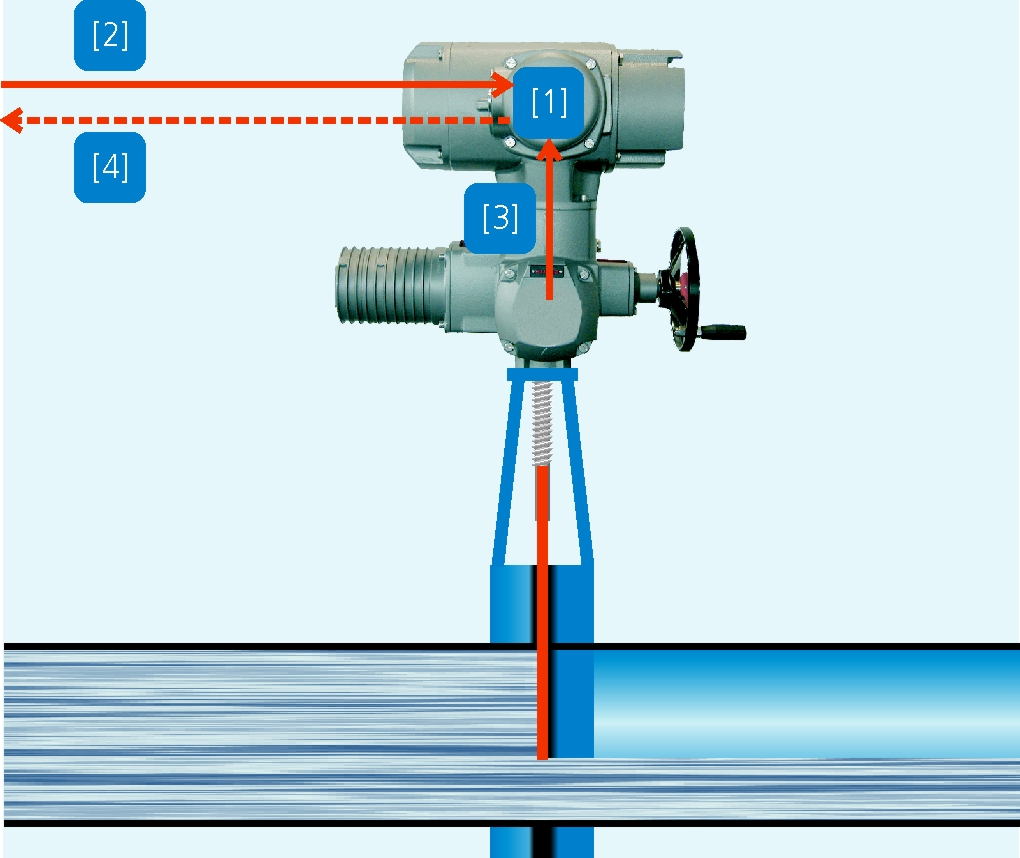
Регулирующая шиберная задвижка.

### Другие типы
Также могут использоваться в качестве регулирующей арматуры, но значительно реже, другие типы:
- регулирующие заслонки, управляемые пневмо- или электроприводом;
- регулирующие шаровые краны, управляемые пневмо-, гидро-, или электроприводом;
- регулирующие задвижки с электроприводом[1][3].